# Ursula Franklin
Ursula Franklin, född 16 september 1921 i München, död 22 juli 2016 i Toronto, var en tysk-kanadensisk fysiker. Hon var en av de första att utnyttja moderna materialanalytiska metoder vid arkeologiska undersökningar. 2001 tilldelades hon Pearson Medal of Peace för sitt arbete för mänskliga rättigheter.